# Nemipterus biendongensis
Nemipterus biendongensis là một loài cá biển thuộc chi Nemipterus trong họ Cá lượng. Loài cá này được mô tả lần đầu tiên vào năm 2022.

## Từ nguyên
Từ định danh biendongensis được đặt theo tên gọi của Biển Đông, nơi phát hiện loài cá này đầu tiên.

## Phân bố
N. biendongensis mới chỉ được biết đến ở vịnh Nha Trang (Việt Nam).

## Mô tả
Chiều dài cơ thể lớn nhất được ghi nhận ở N. biendongensis là 12,1 cm.
Số gai vây lưng: 10; Số tia vây lưng: 9; Số gai vây hậu môn: 3; Số tia vây hậu môn: 7; Số gai vây bụng: 1; Số tia vây bụng: 5.